# Peter Kürten
Peter Kürten, né le 26 mai 1883 à Mülheim, actuellement un quartier de Cologne, et mort le 2 juillet 1931 dans la même ville, surnommé le « Vampire de Düsseldorf » par les médias de l'époque, demeure l'un des plus célèbres tueurs en série d'Allemagne. Il fut l'auteur d'une série de meurtres et d'agressions à caractère sexuel, sur des enfants et des adultes, dont la plupart furent commis à Düsseldorf en 1929.
Le réalisateur allemand Fritz Lang s'inspira en partie de ce fait divers pour son film M le maudit (dont la première eut lieu à Berlin le 11 mai 1931, trois semaines après la condamnation à mort de Kürten).

## Biographie
Né dans une famille pauvre de Cologne, ainé d'une fratrie de dix enfants, il eut une enfance marquée par la délinquance et de fréquentes fugues du domicile familial. Il prétendit plus tard avoir commis son premier meurtre à l'âge de 9 ans : il aurait noyé deux amis à lui pendant une baignade. Sa famille déménagea à Düsseldorf en 1894. Il fit quelques passages en prison, pour vol et pyromanie. Sa première condamnation pour meurtre fut prononcée en 1913 : lors d'un braquage, il étrangla une jeune fille. Kürten passa donc huit ans en prison, jusqu'en 1921, année qui le vit emménager à Altenbourg, où il devint syndicaliste. En 1925, il retourne à Düsseldorf où, quelques années plus tard, il devait plonger la population dans la peur.
Le 8 février 1929, il agresse une jeune femme et tue une fillette de 9 ans. Le 13 du même mois, il poignarde un mécanicien de vingt coups de couteau. Le 21 août, il attaque, toujours avec un couteau, trois personnes différentes. Le 23 août, il assassine deux sœurs, âgées de cinq et quatorze ans ; puis un homme le 24. Il commet encore deux viols et deux meurtres en septembre et octobre 1929, ainsi que deux agressions avec un marteau. Le 27 novembre 1929, il tue une fillette de cinq ans et envoie à la police une carte indiquant l'emplacement du corps. La diversité des méthodes employées, ainsi que des profils des victimes, laissaient croire à la police que plusieurs tueurs distincts étaient en liberté dans Düsseldorf. Au même moment, la décision est prise de faire venir à Düsseldorf une équipe d'enquêteurs de la police criminelle berlinoise, dont fait partie le commissaire Ernst Gennat.
En février et mars 1930, il agresse plusieurs personnes avec un marteau, mais aucune n'est tuée. En mai, il accoste Maria Budlick, qu'il amène chez lui, puis dans les bois de Grafenberg. Il la viole, puis la laisse partir. Maria Budlick mène directement la police chez Kürten qui prend la fuite. Il avoue le viol et les meurtres à sa femme, qui ignorait ses macabres activités, en lui disant de tout dire à la police pour toucher la récompense. Le 24 mai, il est repéré et arrêté.
Pendant son interrogatoire, il avoue près de 80 crimes. Il reconnaît même avoir bu le sang d'au moins une de ses victimes. Mais, à son procès qui débute en avril 1931, l'accusation retient contre lui neuf meurtres et sept tentatives de meurtre. Il tente d'abord de plaider non coupable, mais change rapidement de tactique. Il est jugé coupable et condamné à mort. Il est guillotiné le 2 juillet 1931 à Cologne par le bourreau Carl Gröpler. Sur l'échafaud il demande « Dites-moi, quand ma tête aura été coupée, pourrai-je toujours entendre, au moins un instant, le bruit de mon sang jaillissant de mon cou ? Ce serait le dernier des plaisirs. ».

## Cinéma et télévision
- M Le Maudit (1931), film de Fritz Lang
- The Sadist (en) (1963) de James Landis
- Le Vampire de Düsseldorf, (1965) de Robert Hossein
- « Conceptions of Murder » (1970) (série tv) (1970) (épisode 4 : Peter and Maria) de Derek Bennett (en)
- L'Empreinte du crime (2003) (saison 5, épisode 1 : un tueur en série copie le mode opératoire et signatures de Kürten)
- L'Homme de la mort de Romuald Karmakar.
- Vampire(s) (2008), film documentaire d'Arnaud Gerber.
- Dans Copycat (1995), le personnage d'un tueur en série utilise les nom et prénom Peter Kürten